# 杨小凯
杨小凯（1948年10月6日—2004年7月7日），男，汉族，原名杨曦光，经济学家，前极左派红卫兵代表人物，澳大利亚华人，原籍湖南省湘潭县，出生于吉林省敦化县。他最突出的贡献是提出新兴古典经济学与超边际分析方法和理论，已出版的中英文专著包括：《专业化与经济组织》《经济学：新兴古典与新古典框架》《发展经济学：超边际与边际分析》等，使他获得了世界级的成就和同行的推崇。还出版有《牛鬼蛇神录》一书，是其文革十年牢狱之灾的回忆录。 杨小凯曾经被两次提名诺贝尔经济学奖（2002年和2003年）。2004年在澳大利亚墨尔本去世，享年55岁。

## 早年生平
原籍中国湖南湘潭县河口镇，出生于吉林敦化，在湖南长沙长大。
1962年至1968年在长沙市第一中学就读。1966年文革爆发后，中国红卫兵运动进入高潮。1967年1月，出现一月风暴，建立了上海人民公社，但很快在毛泽东指示下改名为上海市革命委员会。但自1967年10月之后，由于军队介入，全国范围内学生运动和工人运动进入低潮。杨小凯当时是长沙市一中的高中生，在1968年1月12日（另说1月6日）发表了《中国向何处去》，系统性地提出了“极左派”红卫兵的主张，批判中国官僚特权阶层，主张按照巴黎公社的原则建立“中华人民公社”。据杨小凯回忆，当时由于父母同情刘少奇的观点和彭德怀的观点而被打倒，自己在学校里倍受歧视，无法加入红卫兵，就参加了造反派，反对血统论。
杨小凯（该文署名为“省无联一中红造会钢三一九兵团《夺军权》一兵”，另一说署名为“湖南战马嘶鸣”）认为，当时已经出现“第一次文化大革命”终结的迹象。杨在文中多次引用马克思、恩格斯、列宁、毛泽东、江青、陈伯达、林彪，主张沿着一月风暴和“八月风暴”（1967年夏季全国武斗高潮，包括群众“抢枪运动”）的道路“将革命进行到底”。他写道：“一月革命和八月风暴都基本上被资产阶级篡夺了果实（胜利果实）...第一次文化大革命的“底”并没有到，正如群众所说的一样：“搞了半天还是老样子”。”杨认为，此前的运动之所以不彻底，其中一点在于没有对军队进行革命。文章还点名华国锋、周恩来等，认为他们代表了保守派利益，跟1967年二月逆流中的“红色资本家阶级”是一伙的。杨反对当时已经陆续建立起来的革委会，认为革委会大多是旧官僚专政。
当时该文仅作为征求稿在组织内部传阅，只印了80份，散发20多份。但不胫而走，很快就被湖南省革命委员会筹备小组送到了中央文革。文章出现后被康生、陈伯达、江青等点名为“反革命”，康生认为这篇文章的理论水平远超出一个高中生乃至大学生的能力，必定有幕后黑手。1月24日，周恩来称“省无联”为反革命组织，康生、陈伯达等宣布杨小凯写的《中国向何处去?》“实质是极右的” “是反革命的”。1月25日，杨小凯被捕。先是被关在长沙市公安局左家塘看守所，直到一九六九年十月转为正式逮捕，以“现行反革命罪”判刑十年，押往岳阳建新劳改农场“服刑”。杨母被多次批斗后悬梁自缢，杨父被关在“毛泽东思想学习班”。
何与怀认为杨小凯在该文中提出“推翻新的官僚资产阶级的统治”的战斗口号，对当权者显然是“太过危险太过可怕了。”1968年，该文通过香港传向海外，受到美国新左派欢迎，出现了至少三种英译本。也影响了后续广州王希哲的大字报《毛泽东与文化大革命》以及刘国凯的《文化革命简析》。该文被歐美漢學家視為中國大陸內第一篇公開批判共產黨的特權高薪階級，主張徹底改變這種體制的文章，有的学者認為《中國向何處去？》是用無政府主義思想批判共產黨體制。宋永毅认为，该文受到米洛万·吉拉斯的《新阶级》影响，主要精神是“马克思早期思想”和“革命民主主义”。他认为这篇文章里关于巴黎公社政体的设想是幼稚的憧憬，必然走向多元政治。徐友渔认为，虽然杨小凯后来撰文称文革中“积极造反者”都是对中共和前十七年官僚不满者，但应当区分一般的造反派和杨小凯这种造反者，因为前者属于奉旨造反，无意改变这个体制。杨继绳认为该文受到托洛茨基主义、吉拉斯的《新阶级》以及五七之春中“右派分子”对共产党的批判影响。国立台湾大学副教授陶儀芬认为“中国向何处去”是杨小凯思考中国问题的起点，他后来的思想转向也没有偏离这一最初的问题意识。
1968年至1978年，杨小凯在监狱服刑期间遇见了刘凤祥等人，向与其共同关押的大学教授、工程师等人学习了大学课程，包括英文、微积分等。后将这段经历写成《牛鬼蛇神录》。

## 狱后生涯
1978年，杨小凯出狱。在湖南大学数学系旁听一年。1980年，李锐及其女儿李南央向于光远保荐杨小凯，经于光远破格推荐，杨小凯考入中国社会科学院经济研究所，1982年毕业，获计量经济学硕士学位。1982年被武汉大学聘为助教、讲师。1983年，湖南省高级法院宣布该文属于思想认识问题，不具有反革命目的，不构成犯罪，撤销原判。
1983年受到在武汉大学访问的经济学家邹至庄赏识推荐，赴美国普林斯顿大学学习，1988年被授予博士学位。1990年被澳大利亚蒙纳士大学聘为终身教授；1993年当选澳大利亚社会科学院院士；1998年任哈佛大学客座教授；2000年1月成为莫纳什大学经济学系的首席教授。
在普林斯顿大学完成学业后，杨小凯接受了耶鲁大学的博士后研究奖学金。1988年，他移居澳大利亚，接受了在蒙纳士大学的讲师工作。随后他出版了一系列英文的论文和著作，很快获得了广泛的国际瞩目。1989年他成为高级讲师，1993年成为正教授（Reader），他于2000年被授予经济系首席教授。1993年，杨小凯成为澳大利亚社会科学院院士。
杨小凯在经济学上突出的成就在于其提倡的“超边际分析方法”（Inframarginal Analysis）和以此为基础的新兴古典经济学。杨小凯重新审视了古典经济学中关于分工与专业化的思想，并通过现代的数学模型解释个人专业化选择并寻找其与经济增长的关系。杨小凯认为传统的边际分析只考虑内点解（既有制度）的最优选择，无法解释制度变迁以及经济跨越发展的内在动力。其提倡的超边际分析在原有的边际分析的基础上增加了对角点解的最优选择问题，从而增加了交易费用对分工深化与经济发展的解释力。
杨小凯曾与世界顶尖的经济学家合作，包括黄有光和杰佛瑞·萨克斯，后者曾评价杨：“杨是世界上最有洞察力、最严谨的经济学理论者之一，他也是经济学界最具创造力的人之一。”2002年，诺贝尔经济学奖获奖者詹姆斯·M·布坎南说：“我认为现在全世界最重要的经济研究就在蒙纳士大学，是杨小凯所做的。”
杨小凯曾于2002年、2003年两次获得诺贝尔经济学奖的提名，2004年病逝。2002年2月，杨小凯受洗，成为一名基督徒。曾公开作过两次见证，论述社会科学与信仰的关系，并叙述自己的信仰历程，发表在《中信》月刊上。
2004年7月7日早上7時49分，因肿瘤在澳大利亚墨尔本家中离世，其享年55岁。去世后，明镜出版社出版了陳一諮主编的《中國向何處去?——追思楊小凱》文集。

## 晚年观点
杨小凯在北大授课时主张以“共和和自由”代替“民主和科学”。
杨小凯提出了“后发劣势”在中国的应用，即中国借引进先发国家先进技术，辅以国内廉价劳动力进行快速发展後，當權者會覺得沒必要模仿發達國家的政治制度，而且改革会得罪既得利益者，不過只引進先進技術而不模仿發達國家的政治制度會影响长期经济发展，所以后发国家最重要的是宪政改革。

## 著作
- 《中国向何处去？》1968年作[6]
- 《牛鬼蛇神录——文革囚禁中的精灵》回忆录，1988 年香港牛津大学出版社
- 《百年中国经济史笔记》 商务印书馆
- 《经济学原理》 1998 中国社会科学出版社
- 《杨小凯谈经济》 2004-09 中国社会科学出版社
- 《杨小凯学术文库》（共9册） 2018-07 社会科学文献出版社

1. 《经济控制论初步》
2. 《数理经济学基础》
3. 《经济控制理论》
4. 《经济学原理》（含习题集）
5. 《专业化与经济组织：一种新兴古典微观经济学框架》
6. 《新兴古典经济学与超边际分析（修订本）》[24]
7. 《经济学：新兴古典与新古典框架》
8. 《发展经济学：超边际与边际分析》
9. 《基于专业化递增报酬的分工模型：一种微观经济方法》

## 家庭
父亲杨第甫，母亲陈素。
妻子吴小娟也是经济学家。有三个孩子，女儿小溪（1983年生），儿子健思（1987年生）、泽华（1994年生）。